# Нурмінське нафтогазоконденсатне родовище
Нурмінське нафтогазоконденсатне родовище — одне з родовищ півострова Ямал у Тюменській області Росії. Відноситься до південної промислової групи разом з Новопортівським, Арктичним, Малоямальським та Нейтінським.

## Опис
Розташоване у 330 км на північний схід від Салехарду та в 90 км на північний захід від селища Новий Порт. Відкрите у 1970 році свердловиною № 1, пробуреною об'єднанням «Главтюменьгеологія». А межах родовища виявлено 6 газових, 7 газоконденсатних та 2 газоконденсатонафтові поклади. Колектор — пісковики з лінзовидними вкрапленнями глин та вапняків.
Запаси за російськими класифікаційними категоріями С1+С2 оцінюються у 223 млрд.м3 газу, 2 млн.т нафти та 6 млн.т конденсату.
Станом на 2016 рік не розробляється.